# Hugo Domínguez
Hugo Domínguez (Buenos Aires, 1946) es un luthier argentino.
Es,desde 1997, dos años después del fallecimiento de Carlos Iraldi, quien había construido instrumentos informales para el grupo argentino Les Luthiers, el nuevo Luthier de les Luthiers.
Ha construido para el conjunto, junto con Carlos Núñez Cortés, distintos tipos de instrumentos informales, tales como el Nomeolbídet, la Exorcítara, la Desafinaducha y el Alambique Encantador.